# County Down
County Down (Irsk: Contae an Dúin) er et af de seks counties, der udgør Nordirland og et af de ni counties, som historisk og geografisk udgør provinsen Ulster som er delt mellem Nordirland (United Kingdom) og Republikken Irland.
County Down omfatter et areal på 2.448 km² med en samlet befolkning på 516.000 (2006).
Det administrative county-center ligger i byen Downpatrick.